# Кочаш
Кочаш или Кочас е бивше село в България, съществувало до 1964 г., когато в неговото землище е изграден язовир „Ивайловград“. 
В обобщен списък на джизието на немюсюлманите от селата от вилаета Чирмен за 1626-1627 година е отбелязано село Кочаш с 10 ханета (домакинства).
Селото е заличено 4 януари 1964 г., като по това време е на територията на Община Малки Воден, която впоследствие е присъединена към настоящата Община Маджарово, област Хасково.
Бизнесменът пловдивчанин – Румен Анастасов, който е закупил земите на бившето село Кочаш сега 2009 г. е реставрирал старата и единствено запазена църква на селото.